# Колбанов, Александр Владимирович
Александр Владимирович Колбанов (род. 13 декабря 1967 в Жигулёвске, Куйбышевская область, СССР) — полковник войск специального назначения Российской Федерации, ветеран спецподразделения «Альфа», участник обеих чеченских войн и нескольких операций по освобождению заложников, ныне автор-исполнитель военных песен. Кавалер Ордена Мужества, лауреат Премии ФСБ России (2006). Член Совета Международной ассоциации ветеранов подразделения антитеррора «Альфа» с весны 2011 года.

## Биография

### Ранние годы
Родился 13 декабря 1967 года в Жигулёвске Куйбышевской области. Пошёл в школу в поселке Газ-Ачак Чарджоуской области, где нёс службу его отец. После перевода отца на новое место службы, семья переехала на Украину в город Купянск (Харьковская область), где Александр провёл детство. Увлекался спортом, в том числе лыжными гонками, волейболом, лёгкой атлетикой (прыжки в высоту, из-за травмы прервал занятия) и бальными танцами. Помимо этого, занимался стрельбой в тире, рисованием, игрой на гитаре и даже писал стихи. Выступал в школьном музыкальном ансамбле.

### Учёба в Московском высшем пограничном командном училище КГБ СССР
Несмотря на желание служить в воздушно-десантных войсках, Колбанов всё-таки выбрал пограничные войска. За полгода до выпускных экзаменов в школе он написал заявление в военкомат о желании поступить в Алма-Атинское высшее пограничное командное училище, однако за две недели до экзаменов выяснилось, что в Алма-Ату подали заявления 30 человек из Харьковской области, а Колбанову пришлось изменить выбор. И он перенаправил документы в Московское высшее пограничное командное ордена Октябрьской революции Краснознамённое училище КГБ СССР имени Моссовета (ныне Московский пограничный институт ФСБ России) и успешно сдав вступительные экзамены и экзамен по физподготовке поступил туда в июле 1985 года. .
Во время учёбы Колбанов продолжил занятия лёгкой атлетикой и занял первое место по прыжкам в высоту (182 см). На первом курсе состоял в сборной училища по стрельбе, выполнил норматив мастера спорта в полевом учебном центре в Ярославле, однако на соревнования не попал. Однако он тогда же впервые на полигоне встретился с курсантами, которые были кандидатами в спецподразделение, известное как Группа «А» (ныне спецподразделение «Альфа»). На втором курсе переквалифицировался со стрельбы на рукопашный бой, тренировался у капитана Сергея Ивановича Куницы. На третьем курсе познакомился с будущей женой Ларисой. в конце третьего года обучения в училище добился права стать кандидатом для прохождения службы в Группе «А».
В июле 1989 года успешно сдал выпускные государственные экзамены, получив диплом об окончании училища и первое офицерское звание лейтенант. Еще в конце четвёртого курса были отобраны 15 человек для службы в Группе «А», и уже 28 августа 1989 года пять человек, среди которых был и Александр, встретились на Лубянке с начальником Седьмого управления КГБ  СССР генерал-лейтенантом Евгением Михайловичем Расщеповым, а позже и с командиром Группы «А» — Героем Советского Союза Виктором Фёдоровичем Карпухиным. За время обучения в Группе «А» Колбанов осваивал тактику и различные виды взаимодействий — от скрытного наружного наблюдения до оперативной работы и освобождения заложников, всё оттачивалось на примере крупных городов СССР. Вся учёба в Москве на базе группы "А" продлилась 4 года.

### В горячих точках 1990-х годов
В январе — феврале 1990 года Группа «А» была направлена в Баку, где произошли трагические события, закончившиеся гибелью нескольких сотен гражданских лиц (по мнению сослуживцев, часть мирных граждан могла быть убита провокаторами, а часть военнослужащими внутренних войск и курсантами военных училищ). Службу продолжал в Нагорном Карабахе и в Армении. Серьёзным ударом для Александра стала гибель его сослуживца лейтенанта Виктора Шатских, застреленного протестующими в Вильнюсе.
В декабре 1992 года участвовал в освобождении заложников из самолёта, следовавшего рейсом Минеральные Воды — Москва и захваченного террористами. В 1994 году участвовал в операции по спасению заложников, захваченных в автобусе в Минеральных Водах, в том же году нёс службу в Северной Осетии. Этот период его службы описан в книге Алексея Филатова «Люди „А“», в главе, которая так и называется «Колбанов». Участник Первой чеченской войны, в январе 1996 года участвовал в освобождении заложников в посёлке Первомайский, которых вывезли из Кизляра люди Салмана Радуева. 20 декабря 1997 года участвовал в освобождении торгового представителя Швеции Яна-Улофа Нюстрема в посольстве Швеции в Москве, захваченного террористом С. В. Кобяковым, в результате операции погиб начальник штаба Группы «А» полковник Анатолий Савельев (посмертно награждён званием Героя Российской Федерации).

### Участие во Второй чеченской войне
С 1999 по 2004 годы Александр Колбанов служил на Северном Кавказе во время серии контртеррористических операций во Второй чеченской войне, работал с вице-адмиралом Германом Угрюмовым, также Героем Российской Федерации. Участник десантной операции в Аргунском ущелье по восстановлению российского контроля над российско-грузинской границей (помогали бойцы спецподразделения «Вымпел»). В июле 2001 года участвовал в ликвидации полевого командира Абу Умара, подручного Хаттаб, и освобождении автобуса «Икарус» с заложниками в Минеральных Водах.
8 апреля 2004 года участвовал в ликвидации террориста Абубакара Висимбаева, соучастника теракта на Дубровке, который вербовал и инструктировал исламских террористок-смертниц. Для ликвидации были подготовлены две группы — отделение Колбанова и отделение из Управления «В». Команде сначала пришлось ехать в Грозный, где они обыскали пятиэтажный дом (численность группы составляла порядка 20 человек), а затем в станицу Щелковскую. Примерно в 8:20 утра поступила команда атаковать строение, где скрывался Висимбаев. Среди участников штурма из спецподразделения «Альфа» были Дмитрий Елизаров, Александр Лялькин, Александр Колбанов, Юрий Данилин и Андрей Руденко. В одной из комнат по бойцам открыл огонь Висимбаев из АПС — Колбанов получил ранение в левую ногу (венозное кровотечение) и не мог двигаться, но держал дверь под прицелом. Лялькин получил рану в левый голеностоп и вытащил Колбанова в соседнюю комнату, откуда того и эвакуировали через окно.
В результате боя Юрий Данилин получил ранение, от которого позже скончался в больнице. Указом Президента России от 17 июня 2004 года посмертно майору ФСБ Юрию Данилину присвоили звание Героя Российской Федерации. В ходе операции Абубакар Висимбаев также был убит (которого ликвидировали Д. Елизаров и А. Руденко), а дом был разрушен из гранатомётов.

### После ранения
В больнице Александр Колбанов узнал о гибели Данилина и о полученном ранении — первоначально он считал, что ему «выбило ногу». Врачи спасли раненую ногу после четырёх операций. Лечение заняло около года, и понадобился аппарат Илизарова. Но последствия ранения были таковы, что Александр уже не смог продолжать активную службу и в 2005 году был переведён на штабную должность. Он продолжил работу в Центре специального назначения ФСБ России уже как тренер региональных подразделений спецназа, став куратором подразделений Приволжского округа. С 2006 года занимался созданием спецподразделений в Пограничных войсках, совершив ряд поездок по России. В настоящее[когда?]

 время работает в коммерческой структуре, занимается экономической безопасностью. Выступает на концертах военно-патриотических песен.

### Музыкальная деятельность
Александр Колбанов известен как автор ряда военно-патриотических песен, посвящённых бойцам войск специального назначения СССР и России. Среди них песни о трагедии в Баку в январе 1990 года («В Баку январь, тепло до десяти…»), песня о погибшем в Вильнюсе в 1991 году сослуживце «Памяти Виктора Шатских», начале Второй чеченской войны («Но снова борт идет Москва — Моздок…»), погибших при исполнении обязанностях солдат в Чечне («А мне опять приснился бой в горах…»), гимн спецназу «Это наша работа» и многих других. Песня «Третий тост» звучит в фильме «Лубянка-2001», а композиция «Это наша работа» — в фильме «Тайная стража».
В 2000—2003 годах записал альбом «О жизни, о любви, о войне» с песнями, исполненными под гитару. В 2006 году занял 4-е место на конкурсе «На лучшее произведение литературы и искусства о деятельности органов государственной безопасности», став лауреатом Премии ФСБ.

### Семья
Отец — Владимир Колбанов, проходил службу в Средней Азии, окончил художественное училище. Мать — Галина Алексеевна, уроженка станицы Староминской Краснодарского края, в юности играла в школьном театре, есть младший брат Сергей. Мать и бабушка проживали в Харьковской области в 2011 году. Супруга — Лариса, с которой Александр познакомился в новогодние праздники на третьем курсе (свадьба состоялась 29 апреля 1989 года). Дочь — Анастасия (родилась 30 марта 1990 года).